# Alexis Tibidi
Alexis Ronaldo Tibidi (Lilla, 3 novembre 2003) è un calciatore francese, attaccante del LASK.

## Carriera

### Club
Cresciuto nel settore giovanile del Tolosa, nel 2021 viene acquistato a titolo definitivo dallo Stoccarda; il 19 luglio dello stesso anno firma il suo primo contratto professionistico ed il 20 novembre seguente debutta in prima squadra nel match di Bundesliga perso 2-1 contro il Borussia Dortmund.

### Nazionale
Il suo percorso nella nazionali giovanili inizia debuttando con l'Under-17.
Il 10 maggio 2023 è stato incluso dal selezionatore Landry Chauvin nella lista dei convocati della nazionale Under-20 per partecipare al Mondiale di categoria in Argentina.

## Statistiche
Statistiche aggiornate al 30 giugno 2022.

### Presenze e reti nei club
| Stagione        | Squadra         | Campionato      | Campionato | Campionato | Coppe nazionali | Coppe nazionali | Coppe nazionali | Coppe continentali | Coppe continentali | Coppe continentali | Altre coppe | Altre coppe | Altre coppe | Totale | Totale | Totale |
| Stagione        | Squadra         | Comp            | Pres       | Reti       | Comp            | Pres            | Reti            | Comp               | Pres               | Reti               | Comp        | Pres        | Reti        | Pres   | Reti   |        |
| --------------- | --------------- | --------------- | ---------- | ---------- | --------------- | --------------- | --------------- | ------------------ | ------------------ | ------------------ | ----------- | ----------- | ----------- | ------ | ------ | ------ |
| 2021-2022       | Stoccarda       | BL              | 13         | 0          | CG              | 0               | 0               |                    | -                  | -                  |             | -           | -           | 13     | 0      |        |
| Totale carriera | Totale carriera | Totale carriera | 13         | 0          |                 | 0               | 0               |                    | -                  | -                  |             | -           | -           | 13     | 0      |        |